# Fort Stockton (Texas)
Fort Stockton település az Amerikai Egyesült Államok Texas államában, Pecos megyében, melynek megyeszékhelye is. Lakosainak száma 8466 fő (2020. április 1.).

## Népesség
A település népességének változása:

| 2010 | 8 283 |
| 2020 | 8 466 |